# Stade Municipal Bou Ali-Lahouar
El Stade Municipal Bou Ali-Lahouar es un estadio de fútbol ubicado en la ciudad de Hammam Sousse en Túnez.

## Historia
Fue construido en 1960 como la sede del ES Hammam-Sousse, con capacidad para 6,500 espectadores y es de superficie natural.

## Eventos
El estadio fue una de las sedes de la Copa Africana de Naciones 1965 de la cual Túnez fue el país organizador. Fue sede de un solo partido, en el que Ghana venció a Congo-Léopoldville 5-2 en la fase de grupos.